# كأس الكؤوس الآسيوية 2001

## الدور الأول

### غرب آسيا
| الفريق الأول | إجم.       | الفريق الثاني          | مباراة الذهاب | مباراة الإياب |
| ------------ | ---------- | ---------------------- | ------------- | ------------- |
| الوحدة       | 1 – 10     | حطين                   | 1–5           | 0–5           |
| اتحاد شجاعية | 3 – 4      | الوحدات                | 2–1           | 1–3           |
| الصفاء       | × – ×1     | العربي                 |               |               |
| السد         | 4 – 4      | الطلبة                 | 1–1           | 3–3           |
| الوحدة       | 3 – 6      | الاستقلال              | 3–2           | 0–4           |
| خيرت         | 3 – 1      | ريغار تاداز تورسونزودا | 2–0           | 1–1           |
| نيبتشي       | 7 – 5      | دينمو سمرقند           | 4–3           | 3–2           |
| الشباب       | تأهل مباشر |                        |               |               |

1 انسحاب الصفاء

### شرق آسيا
| الفريق الأول        | إجم.       | الفريق الثاني      | مباراة الذهاب | مباراة الإياب |
| ------------------- | ---------- | ------------------ | ------------- | ------------- |
| هوشي منه سيتي       | 2 – 0      | سنغابور أرمد فورسز | 0–0           | 2–0           |
| تيرو ساسانا         | 7 – 1      | كي أر إل           | 1–1           | 6–0           |
| داليان شيده         | 9 – 1      | فالنسيا            | 8–0           | 1–1           |
| شيميزو إس بولس      | تأهل مباشر |                    |               |               |
| ناغويا غرامبوس      | تأهل مباشر |                    |               |               |
| بونتانغ             | تأهل مباشر |                    |               |               |
| سيونغنام الهوا شنما | تأهل مباشر |                    |               |               |
| هابي فالي           | تأهل مباشر |                    |               |               |

## الدور الثاني

### غرب آسيا
| الفريق الأول | إجم.  | الفريق الثاني | مباراة الذهاب | مباراة الإياب |
| ------------ | ----- | ------------- | ------------- | ------------- |
| حطين         | 1 – 2 | الشباب        | 1–0           | 0–2           |
| السد         | 1 – 3 | الاستقلال     | 0–1           | 1–2           |
| الوحدات      | 2 – 1 | العربي        | 2–1           | 0–0           |
| نيبتشي       | 2 – 3 | خيرت          | 1–0           | 1–3           |

### شرق آسيا
| الفريق الأول   | إجم.  | الفريق الثاني       | مباراة الذهاب | مباراة الإياب |
| -------------- | ----- | ------------------- | ------------- | ------------- |
| داليان شيده    | 2 – 1 | سيونغنام الهوا شنما | 2–0           | 0–1           |
| بونتانغ        | 1 – 5 | تيرو ساسانا         | 0–1           | 1–4           |
| هوشي منه سيتي  | 0 – 6 | شيميزو إس بولس      | 0–2           | 0–4           |
| ناغويا غرامبوس | 6 – 1 | هابي فالي           | 3–1           | 3–0           |

## ربع النهائي

### غرب آسيا
| الفريق الأول | إجم.  | الفريق الثاني | مباراة الذهاب | مباراة الإياب |
| ------------ | ----- | ------------- | ------------- | ------------- |
| الشباب       | 3 – 2 | الوحدات       | 2–2           | 1–0           |
| خيرت         | 0 – 3 | الاستقلال     | 0–0           | 0–3           |

### شرق آسيا
| الفريق الأول | إجم.  | الفريق الثاني  | مباراة الذهاب | مباراة الإياب |
| ------------ | ----- | -------------- | ------------- | ------------- |
| داليان شيده  | 1 – 1 | ناغويا غرامبوس | 0–0           | 1–1           |
| تيرو ساسانا  | 3 – 5 | شيميزو إس بولس | 2–2           | 1–3           |

## نصف النهائي
| الشباب                                                                  | 3 – 2 | الاستقلال                                       |
| ----------------------------------------------------------------------- | ----- | ----------------------------------------------- |
| سعيد العويران 15' (ركلة جزاء) · عبد الله الشيحان 58' · خالد الدوسري 87' |       | محمد نوازي 28' (ركلة جزاء) · محمد مؤمن زادة 91' |

| داليان شيده                         | 3 – 2 أشواط إضافية | شيميزو إس بولس                          |
| ----------------------------------- | ------------------ | --------------------------------------- |
| أورلاندو 17' 59' · هاو هايدونغ 109' |                    | تيريوشي ايتو 18' · دايسوكي ايشيكاوا 56' |

## تحديد المركز الثالث
| شيميزو إس بولس                              | 3 – 1 | الاستقلال          |
| ------------------------------------------- | ----- | ------------------ |
| تاكوما كوجا 19' · تاكايوكي يوكوياما 76' 90' |       | علي رضا نيكبخت 34' |

## النهائي
| الشباب                                                         | 4 – 2 | داليان شيده                    |
| -------------------------------------------------------------- | ----- | ------------------------------ |
| عبد الله الواكد 24' (ركلة جزاء) · عبد الله الشيحان 25' 48' 74' |       | يان سونغ 27' · هاو هايدونغ 90' |

## البطل
| بطل كأس الكؤوس الآسيوية 2001 نادي الشباب |
| ---------------------------------------- |
| · السعودية · للمرة الأولى                |